# 나두야 간다
"나두야 간다"는 2004년에 개봉한 대한민국의 영화이다.

## 캐스팅
- 정준호 : 동화 역
- 손창민 : 만철 역
- 전미선 : 인옥 역
- 정소영 : 연희 역
- 권용운 : 슈퍼 주인 역
- 강성필 : 영달 역
- 임세호 : 양수 역
- 장선호 : 일호 역
- 허율 : 이호 역
- 방수형 : 영달 수하 1 역
- 윤원석 : 영달 수하 3 역
- 박상혁 : 김 실장 역
- 장태성 : 자해 공갈 2 역
- 신현탁 : 자해 공갈 3 역
- 서범식 : 차 실장 역
- 김구택 : 이쑤시개 역
- 최종훈 : 책 건달 역
- 오정태 : 라면 건달 1 역
- 홍승일 : 순경 1 역
- 최재환 : 동네 양아치 역
- 금보라 : 의사 역 (우정출연)